# Big Cartoon DataBase
El Big Cartoon DataBase o BCDB es una base de datos en línea sobre dibujos animados, largometrajes de animación, series televisadas de dibujos animados y cortometrajes.

## Historia
El proyecto comenzó en 1996 como una lista compuesta por Dave Koch de los largometrajes animados de Walt Disney Studios. Debido al creciente interés por su contenido, la base de datos resultante fue puesta en línea en 1998 como una herramienta pública de información sobre dibujos animados, incluidos los datos de producción, como los nombres de los actores de voz, los productores y los directores, albergando asimismo foros de discusión.
En 2003 se convirtió en una organización sin ánimo de lucro de la lista 501c. El 24 de junio de 2009 se anunció que el sitio había alcanzado los 100.000 títulos.